# Požár Ústavu sociální péče v Měděnci
Požár Ústavu sociální péče v Měděnci se odehrál v nočních hodinách z 1. na 2. listopadu roku 1984. Šlo o tragickou událost, při níž vyhořel zdejší Ústav sociální péče, ve kterém zahynulo 26 chovanek a několik dalších utrpělo zranění. Tato událost se později stala námětem filmu Requiem pro panenku, který ale podle výpovědí některých svědků vykresluje událost jednostranně podle tehdejší oficiální verze prezentované při soudním přelíčení.[zdroj?] Na důvody a průběh události existuje mnoho rozcházejících se názorů zúčastněných a ačkoliv se o nalezení objektivní verze snaží mnoho článků vycházejících dosud, skutečně objektivní verzi nelze v současnosti zjistit.

## Historie budovy
Budova původně sloužila továrně na výrobu nití E. Altmanna, kde pracovalo 250 zaměstnanců z Měděnce a okolí. Ta v roce 1948 zanikla. Od počátku 50. let 20. století do roku 1960 zde působila poddůstojnická škola Pohraniční stráže. Poté byla budova využívána k různým účelům. Ústav sociální péče zde působil do roku 1984. V dřívějších dobách ústav obstarávaly řádové sestry z řádu sv. Dominika, v ústavu přímo bydlely, avšak po roce 1975 je po nuceném odchodu komunistický režim nahradil civilními zaměstnanci. Ovšem dle výpovědí některých obyvatel z Měděnce po jejich odchodu v ústavu nevládlo žádné násilí. Po tragickém požáru, který zde vypukl z 1. na 2. listopadu 1984, byla dvoupatrová budova se zděným přízemím a dřevěnou nástavbou v hodnotě přes milión sto tisíc korun zcela zničena.

## Požár
Požár vznikl v prvním patře budovy od zapálené skříně s novinami. Mimo jiné tuto hypotézu potvrzuje samotná žhářka Eva Kováčová. V soudních spisech je uvedeno, že použila hořlavinu. Ústav sociální péče měl pět oddělení. V prvním oddělení se nacházelo patnáct dívek, které byly zcela odkázány na péči zdravotních sester. Jednalo se v podstatě o duševně i tělesně postižené bytosti, říkalo se jim „ležáci“. Ve druhém oddělení bylo také patnáct dívek schopných alespoň chůze, ovšem též duševně i tělesně postižených. Ve třetím oddělení bylo patnáct slabomyslných dívek, tělesně jinak zdravých. Ve čtvrtém oddělení bylo patnáct dívek, které dokázaly pomáhat v kuchyni, na zahradě, při úklidu a naučit se některé ruční práce. V pátém oddělení bylo patnáct zdravých, fyzicky nepostižených dívek. Byly schopné učit se, psát, počítat, kreslit, ovšem nutno podotknout, že i tak nezvládaly učivo zvláštních škol. Ústav byl domovem pětasedmdesáti dívek ve věku od třinácti do osmatřiceti let, pracovištěm dvou desítek zaměstnanců (zdravotních sester, vychovatelek, ředitele, údržbáře). Osudnou noc měly službu jen dvě vychovatelky. Následující průběh požáru do příjezdu požárníků se dle výpovědí jednotlivých svědků liší. Za jednu z fatálních chyb však lze označit zamčené telefony. Důvodem k uzamčení bylo, aby je vychovatelky nepoužívaly k soukromým účelům. Další hrubou chybou byly nefunkční hasicí přístroje východoněmecké výroby. Zdali hasicí přístroje fungovaly, je otázkou, neboť je údajně personál nedokázal správně použít. Ovšem faktem je, že jejich účinek by vzhledem k rozsahu požáru byl mizivý. Vychovatelky běžely k jednomu z aparátů do vesnice a teprve tak zavolaly požárníky. Dle výpovědí požárníků telefonní hovor nesměřoval na okresní ohlašovnu požáru, nýbrž na jednu z dobrovolných požárních jednotek v okolí. Při samotném požáru zavládl zmatek, neboť dle slov vychovatelek byly chovanky zvyklé na půlnoční buzení na WC, a tak ve chvíli, kdy je vyhnaly z ložnic, se jim vracely zpátky do požáru. Přesto všechno se vychovatelkám částečná evakuace chovanek zdařila. V době požáru nebyl v ústavu ani nouzový východ.
Požárníci se sice po příjezdu k požáru nechovali nejlépe, nenamáhali se zasáhnout v některých ložnicích v horních patrech budovy, avšak to bylo způsobeno zejména nedostatečným vybavením. Kupříkladu neměli dnes používané nomexové obleky. Měli nedostatek dýchacích přístrojů, bez kterých nelze zasahovat v hořící budově, a nedostatek cisternových automobilů. U ústavu se nenacházel hydrant ani jiný zdroj vody a bylo nutné zavést cisternovou kyvadlovou dopravu. Posilové požární jednotky dojížděly ze vzdálenosti 50 km. Tehdy neexistovala ani přetlaková ventilace. Po pozdním příjezdu požárníků k požáru byl už v takovém rozsahu, že se nebylo možné do budovy dostat. Dřevěná budova vzplála velice rychle.
Dle výpovědi jedné z vychovatelek o kvalitě zásahu požárníků svědčí fakt, že se poztrácela spousta věcí. Kupříkladu Marie Plevková přišla o kabelku se všemi penězi a doklady, kterou měla v požárem nedotčené přízemní šatně. Nepřímo tak obvinila požárníky z krádeže.
Při této tragédii nejvíce pomohl číšník ze zdejší restaurace, který s nasazením vlastního života z hořící budovy vynesl 15 dívek. Chovanky před ním utíkaly, praly se s ním, byla to velice těžká práce. Po požáru byl dokonce stíhán pro násilnou trestnou činnost kvůli konfliktu s požárníky, kteří se nesnažili tak jako on. Později dostal vyznamenání Za statečnost.
Nejzásadnějším faktorem pro rozsah této tragédie byla dlouhá doba od vzniku požáru do jeho ohlášení a také to, že ústav nebyl proti požáru vůbec zabezpečen a nacházel se na odlehlém místě. Po požáru byli všichni převezeni do Vejprt.
Samotná žhářka Eva Kováčová se snažila pomáhat, vynášela dívky z ústavu. Nikdo ji v tu chvíli ze žhářství nepodezíral, přiznala se teprve několik dnů poté.
Chovanky, které tragédii přežily, byly přemístěny do obdobného zařízení v Mařenicích na Českolipsku. V tehdejším ústavu sociální péče uhořelo 26 lidí.

## Vyšetřování
Tehdejší oficiální stanovisko vyšetřovatelů a soudců bylo interpretováno tak, aby se veřejnost nikdy nedozvěděla, že Ústav sociální péče v Měděnci nebyl proti požáru vůbec zabezpečen a žhářka Eva Kováčová do něj nikdy nepatřila. O tragédii se v té době příliš neinformovalo, v Rudém právu se objevilo pouze několik řádek v rubrice z černé kroniky.
Tragédie nebyla nikdy zcela objasněna a dodnes je předmětem nepodložených mediálních spekulací a hypotéz. Přestože se tragédie stala před poměrně dlouhou dobou, mnoho svědků nechce dodnes o této události mluvit.
Bez poskvrny nezůstávají ani rodiče dívek, které v ústavu žily po dlouhá léta. Mnozí se o své dcery vůbec nezajímali, nenavštěvovali je a po požáru pouze chtěli nahradit jejich osobní věci dle jimi připraveného seznamu.

## Pachatelé
Soud označil za hlavní viníky této tragické události žhářku Evu Kováčovou a vychovatelky tehdejšího ústavu.
Eva Kováčová patřila do jiného druhu zařízení. Byla zdravá a bystrá, jen poněkud narušená a delikventní a tento ústav nebyl na tento druh péče zařízen. Mladé vychovatelky měděneckého ústavu výchovu problematické dívky nezvládaly, byly příliš kruté a dvě z nich za to byly odsouzeny nepodmíněným trestem odnětí svobody v délce trvání jednoho roku, a to podle § 215 za týrání svěřené osoby, třetí vychovatelka pak na devět měsíců, též nepodmíněně. Své chovanky tlumily zbytečnými léky, které jim ale předepisovali psychiatři a pediatři. Výjimkou nebyly z dnešního pohledu ani nepřiměřené tresty, ale v té době byly v těchto zařízeních podobné metody zcela běžné. Mediálně známo je především tzv. zavírání do „klece“. Ve skutečnosti se jednalo o uzavřenou postel, která byla umístěna na zdravotním oddělení.

### Eva Kováčová
Celá tragédie započala v Chomutově, kdy pracovníci sociální péče poslali zdravou, bystrou, avšak velice neposlušnou dívku mezi mentálně postižené dívky, které často neuměly mluvit nebo se nedokázaly samy najíst. Dle výpovědi jedné z vychovatelek se Eva při nástupu do ústavu hanlivě vyjádřila vůči chovankám. Okamžitě si uvědomila, že si nebude s nikým z ústavu rozumět. Eva z ústavu utíkala, mnohdy ubližovala dětem, které se nemohly bránit, ničila jim panenky, mnohdy jim ale i pomáhala. Svojí přítomností výrazně narušovala celý chod ústavu, nepatřila tam.
Eva se ihned po narození (1968) dostala do kojeneckého ústavu, když ji sousedé našli ve sklepě domu, kam ji matka po porodu zavřela. Po šesti letech se vrátila do původní romské rodiny, která bydlela na Chomutovsku. Postupně si začala uvědomovat, že nemá ráda svoje dívčí tělo. Lidé s transsexualitou mnohdy zažívají veliké utrpení, které mohou kompenzovat agresivitou. Eva se tak střídavě ocitala v dětských domovech a v původní rodině, až se nakonec dostala do zařízení, kde po 4 letech pobytu způsobila tuto tragédii a za žhářství dostala pětiletý trest. Vzhledem k tomu, že fyzicky napadala dozorce, trest jí byl opakovaně prodlužován, pardubické vězení opustila až po devíti letech v roce 1993. Tehdy se jí ujal jezuitský páter František Lízna, kterému se říkalo kněz vyděděných, zejména kvůli jeho milosrdenství.Strávili spolu půl roku. Po půlročním soužití se páter dostal na úplné dno, neboť Eva dostávala záchvaty těžké agrese vůči sobě a několikrát se pokusila o sebevraždu. Poté se Evy ujala jeho švagrová Alena, spolu žili přes deset let. V té době prodělala Eva operativním zákrokem proměnu v muže, k čemuž jí ve druhé polovině 90. let dopomohla sexuoložka Hana Fifková; z vlastního rozhodnutí se z ní stal René Lízna.
Během vztahu Aleny a Reného trpěl on i celé jejich okolí. Když byla Alena vyčerpaná, odjela do Kanady a přerušila jejich kontakt. René poté zapálil byt a ohrozil tak všechny obyvatele domu. Tehdy se měl René vrátit do vězení, avšak psychologové rozhodli, že je vážně nemocný. Pobýval proto na uzavřeném oddělení v psychiatrické léčebně v Brně, kde byl několik let zcela opuštěný. Jeho jedinou oporou byl páter František. Sám říkal, že se zbláznil v roce 1984, ovšem jeho názor na tehdejší vychovatelky ústavu zůstával stejný.
René byl pohřešován od 25. července 2014, kdy opustil léčebnu, a několik měsíců po něm pak pátrala policie. Hned následující den (26. 7.) však pravděpodobně spáchal sebevraždu skokem pod vlak, tělo bylo ovšem identifikováno až dodatečně.

## Nepřesnosti filmového zpracování

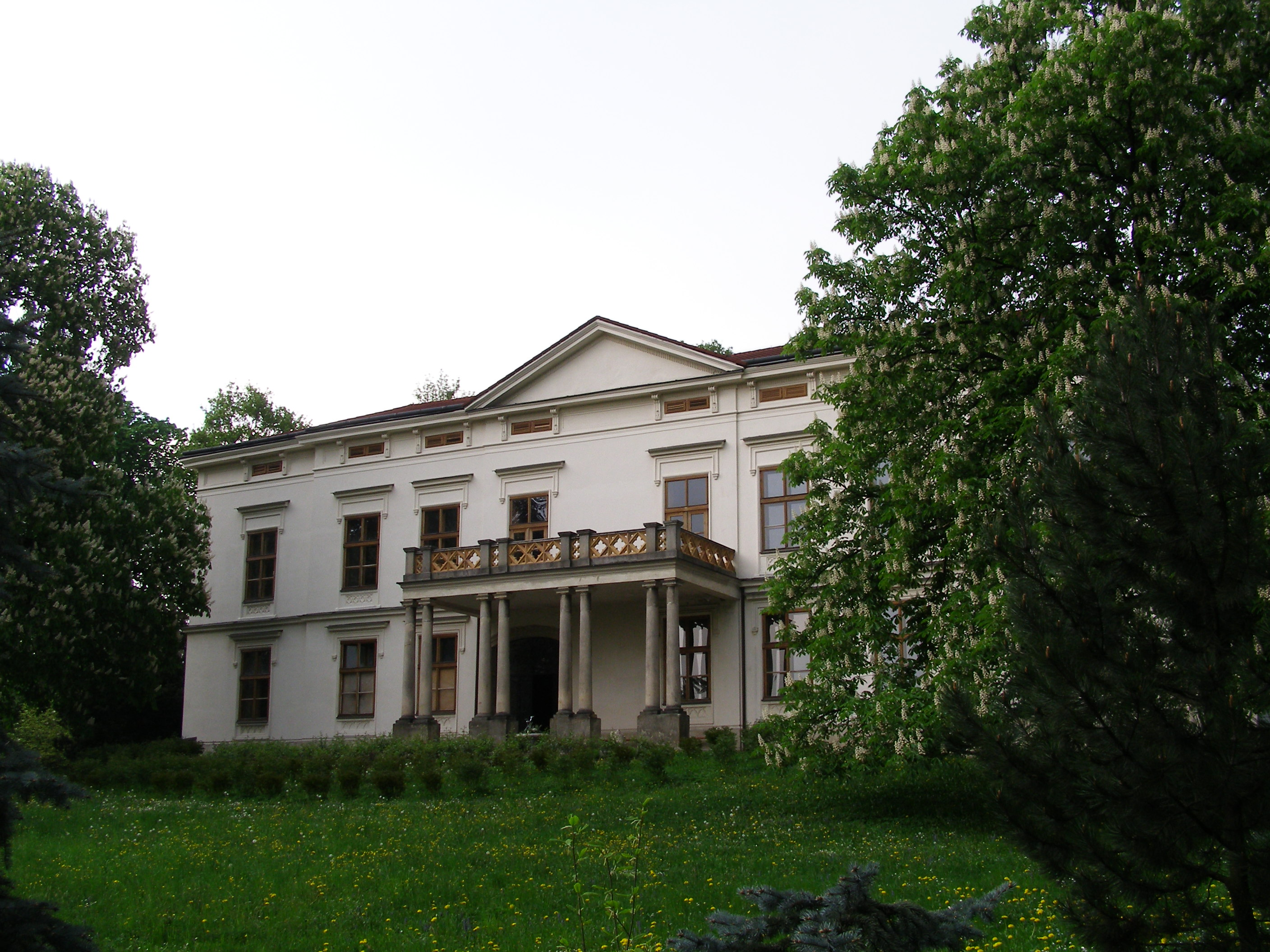
Film Requiem pro panenku byl částečně natáčen na zámku v Lešné u Valašského Meziříčí.

Ve filmu Requiem pro panenku byl měděnecký ústav sociální péče vykreslen jako hrůzostrašný dům, avšak jednalo se o udržovanou vilu se zahradou, kde rostly růže. Mimo jiné se film natáčel na Zámku Lešná a na Zámku ve Veselí nad Moravou. Žhářku Evu Kováčovou ztvárnila Anna Geislerová. Filmová role skutečné Evě příliš neodpovídala, například Evu navzdory skutečnosti vykreslovala jako hodnou dívku. Eva Kováčová byla inteligentní romská dívka, jež navzdory vykreslení ve filmu velice často pendlovala mezi rodinou a dětskými domovy. Byla těžko zvladatelná, temperamentní, s lesbickými sklony. Prošla si velice krutým dětstvím a matka s otcem ji tvrdě šikanovali.
Tehdejší student FAMU Filip Renč se nechal svést reportérem Josefem Klímou, který se s odstupem času do Měděnce vrátil a ve své knize Brutalita se pokusil najít viníka. Na základě prostudování soudních spisů začal Filip Renč připravovat film, ovšem nikdo z nich se s Evou Kováčovou nikdy nesetkal, neboť v té době byla ve vězení. Josef Klíma se po několika letech k případu vrátil a vychovatelkám z tehdejšího ústavu se omluvil před televizní kamerou, dodnes ho tíží svědomí. Dále pak jsou ve filmu scény, které se v Měděnci nikdy nemohly odehrát. Kupříkladu žádná z chovanek si nehrála na pokoji s kladivem. Z filmu také vyplývá, že požárníci se po příjezdu k požáru nechovali nejlépe, avšak tehdejší ústav nebyl vůbec zabezpečen proti požáru. Navíc požární jednotky v roce 1984 vyspělou technikou a vybavením nedisponovaly. Přesto nikdo nezpochybňuje, že ze strany zasahujících požárníků nebylo vše v úplném pořádku. Současný pohled na událost ovlivňuje zejména tento film.

## Pomník
Na místě budovy stojí dnes malý pomníček, který zde byl z rozhodnutí měděneckého zastupitelstva instalován 24 let po požáru, v roce 2008.